# Filmographie de Krzysztof Kieślowski
Pour un article plus général, voir Krzysztof Kieślowski.

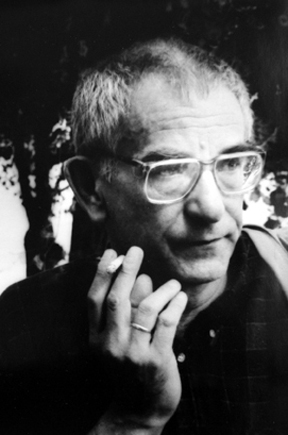
Krzysztof Kieślowski en 1994.

Krzysztof Kieślowski est un réalisateur et scénariste polonais dont la carrière s'étale de 1966 à 1994. Au total, il a écrit et réalisé 48 films dont 11 longs-métrages, 19 documentaires, 12 téléfilms et 6 courts-métrages. Kieślowski est également crédité à titre posthume comme réalisateur pour 6 films et comme scénariste pour 2 films. Cet article détaille sa filmographie.

## Documentaires
- 1966 : Le Guichet (pl) (Urząd), 6 min, film d'étude
- 1968 : La Photographie (pl) (Zdjęcie), 32 min
- 1969 : De la ville de Łódź (pl) (Z miasta Łodzi), 18 min
- 1970 : J'étais soldat (pl) (Byłem żołnierzem), 16 min
- 1970 : L'Usine (pl) (Fabryka), 18 min
- 1971 : Avant le rallye (pl) (Przed rajdem), 15 min
- 1972 : Le Refrain (pl) (Refren), 10 min
- 1972 : Entre Wrocław et Zielona Górą (pl) (Między Wrocławiem i Zieloną Górą), 11 min
- 1972 : Les Principes de sécurité et d'hygiène dans une mine de cuivre (pl) (Podstawy bhp w kopalni miedzi), 21 min
- 1972 : Les Ouvriers de 71 : rien sur nous sans nous (pl) (Robotnicy'71 Nic o nas bez nas), 47 min
- 1972 : Le Maçon (pl) (Murarz), 18 min
- 1974 : La Radiographie (pl) (Prześwietlenie), 13 min
- 1976 : L'Hôpital (pl) (Szpital), 21 min
- 1977 : Point de vue d'un gardien de nuit (Z punktu widzenia nocnego portiera), 17 min
- 1977 : Je ne sais pas (Nie wiem), 47 min
- 1978 : Sept femmes d'âge différent (pl) (Siedem kobiet w różnym wieku), 16 min
- 1980 : La Gare (pl) (Dworzec), 14 min
- 1980 : Les Têtes parlantes (pl) (Gadające głowy), 16 min
- 1988 : La Semaine de sept jours (pl) (Siedem dni w tygodniu), 18 min

## Cinéma
- 1976 : La Cicatrice (Blizna), 104 min
- 1979 : L'Amateur (Amator), 112 min
- 1981 : Une courte journée de travail (Krótki dzień pracy), 79 min
- 1981 : Le Hasard (Przypadek), 122 min (produit en 1981, interdit jusqu'à sa sortie en 1987).
- 1985 : Sans fin (Bez końca), 107 min
- 1988 : Tu ne tueras point (Krótki film o zabijaniu), 85 min
- 1988 : Brève histoire d'amour (Krótki film o miłości), 86 min
- 1991 : La Double Vie de Véronique, 98 min
- Trois couleurs : Bleu, Blanc, Rouge
  - 1993 : Trois couleurs : Bleu, 100 minutes
  - 1994 : Trois couleurs : Blanc, 100 minutes
  - 1994 : Trois couleurs : Rouge, 99 minutes

## Télévision
- 1975 : Le Personnel (Personel), 72 min
- 1976 : Le Calme (Spokój), 70 min
- 1988 : Le Décalogue (Dekalog), cycle de 10 téléfilms :
  - Décalogue, 1 (Dekalog, jeden), 53 min
  - Décalogue, 2 (Dekalog, dwa), 57 min
  - Décalogue, 3 (Dekalog, trzy), 56 min
  - Décalogue, 4 (Dekalog, cztery), 55 min
  - Décalogue, 5 (Dekalog, pięć), 57 min
  - Décalogue, 6 (Dekalog, sześć), 58 min
  - Décalogue, 7 (Dekalog, siedem), 55 min
  - Décalogue, 8 (Dekalog, osiem), 55 min
  - Décalogue, 9 (Dekalog, dziewięć), 58 min
  - Décalogue, 10 (Dekalog, dziesięć), 57 min

## Courts métrages
- 1966 : Le Tramway (pl) (Tramwaj), 6 min, film d'étude
- 1967 : Concert de vœux (Koncert życzeń), 17 min
- 1973 : Passage souterrain (pl) (Przejście podziemne), 30 min
- 1974 : Premier Amour (pl) (Pierwsza miłość), Fiction documentaire, 30 min
- 1975 : Curriculum vitae (pl) (Życiorys), Fiction documentaire, 45 min
- 1976 : L'Ardoise (pl) (Klaps), 6 min